# University of Wyoming Publications
University of Wyoming Publications (abreviado Univ. Wyoming Publ.) es una revista científica con ilustraciones y descripciones botánicas que es publicada por la Universidad de Wyoming en Laramie desde el año 1935. Fue precedida por University of Wyoming Publications in Science. Botany.